# 側牙毛鼻鯰
側牙毛鼻鯰（学名：Trichomycterus latidens），為輻鰭魚綱鯰形目毛鼻鯰科的其中一種。分布於南美洲哥倫比亞Calima河流域，體長可達5.3公分。

## 扩展阅读
維基物種上的相關：側牙毛鼻鯰